# Bromuro de calcio
Bromuro de calcio es el nombre de los compuestos con la fórmula química CaBr2 (H2O) x. Los compuestos individuales incluyen el material anhidro (x = 0), el hexahidrato (x = 6) y el dihidrato raro (x = 2). Todos son polvos blancos que se disuelven en agua, y de estas disoluciones cristaliza el hexahidrato. La forma hidratada se usa principalmente en algunos fluidos de perforación.

## Síntesis, estructura, y reacciones
Es sintetizado a partir de la reacción de óxido de calcio o carbonato de calcio con ácido bromhídrico o la reacción de calcio metálico con bromo elemental.
{\displaystyle \mathrm {CaO+2\ HBr\longrightarrow CaBr_{2}+H_{2}O} }
{\displaystyle \mathrm {CaCO_{3}+Br_{2}+HCOOH\longrightarrow CaBr_{2}+H_{2}O+2\ CO_{2}} }
Tiene estructura de rutilo, con centros de Ca octaédicos unidos a seis aniones bromuro, que también se conecta con otros centros de Ca.
Cuando es calentado fuertemente en aire, el bromuro de calcio puede reaccionar con el oxígeno para producir óxido de calcio y bromo:
{\displaystyle {\ce {2 CaBr2 + O2 -> 2 CaO + 2 Br2}}}.
En esta reacción el oxígeno oxida al bromuro a bromo elemental.

## Usos
Es usado principalmente como disoluciones densas para fluidos de perforación. También es usado en medicamentos para la neurosis, mezclas congeladas, conservantes en alimentación, fotografía y retardantes de fuego.